# 山案座TZ
山案座TZ，又名CP-84 75，HD 39780、SAO 258418、HR 2059，是山案座的一颗恒星，视星等为6.2，位于銀經297.35，銀緯-28.83，其B1900.0坐标为赤經5h 49m 33.7s，赤緯-84° -28.83′ 7″。